# Реформация в Англии
Реформация в Англии (англ. English Reformation) — процесс церковных преобразований (реформ) XVI века, начатый королём Генрихом VIII Тюдором в ходе роста популярности в Английском королевстве идей европейской реформации и снижения авторитета папы римского и католической церкви, приведший к созданию англиканской церкви. 

## Предпосылки
Ещё в XIV веке Библия была переведена на английский язык Джоном Уиклифом, а его последователи — лолларды — скрытно продолжали существовать на острове и вести свою проповедь.
В 1525 году Уильям Тиндейл напечатал свой перевод Нового Завета, что позволило многим желающим ознакомиться с текстом Библии. Однако решающую роль в Реформации в Англии предстояло сыграть другому человеку. Реформацию в Англии можно в полном смысле назвать «Реформацией сверху», так как во главе её стал английский король Генрих VIII.
Предшественником Реформации в Англии был Джон Уиклиф (XIV век), который перевёл Библию на английский язык, а также критиковал индульгенции и доктрину пресуществления. Однако его деятельность не привела к Реформации, хотя в ряде аспектов и предвосхитила её.

### Роль Генриха VIII и королевских браков

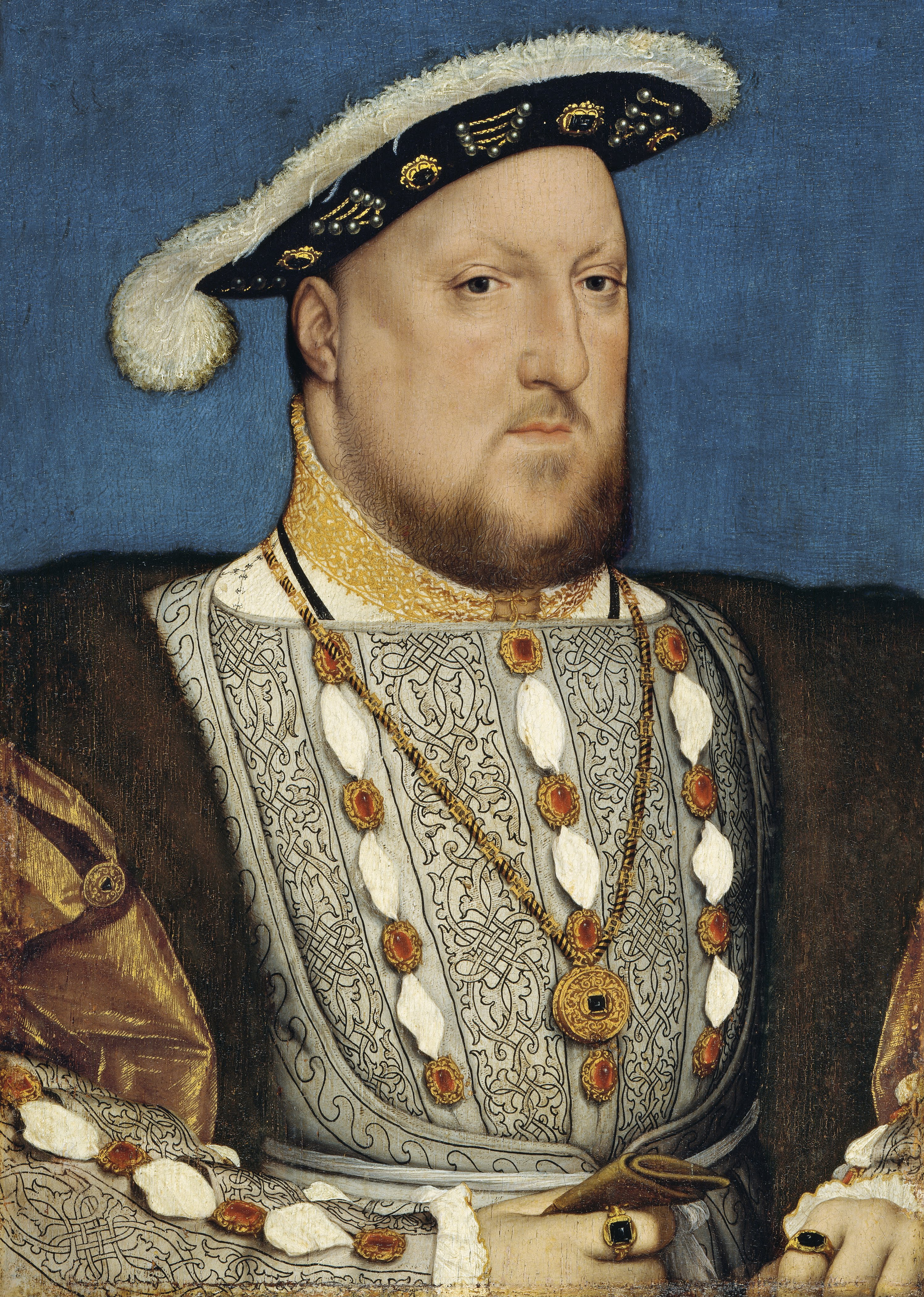
Король Англии Генрих VIII

Генрих VIII вступил на английский трон в 1509 году в возрасте 17 лет. В июне 1509 года, сразу после коронации в день солнцестояния, он заключил династический брак с Екатериной Арагонской, вдовой его брата Артура. В 1521 году Генрих VIII выступил в защиту католической церкви от обвинений в ереси со стороны Мартина Лютера. Сделал он это в книге, написанной, вероятно, со значительной помощью Томаса Мора, под заглавием В защиту семи таинств, за которую он получил от папы Льва X титул «Защитник веры» (Fidei defensor). Английские и британские монархи сохранили этот титул до наших дней, даже после того как Англиканская церковь отделилась от католицизма, отчасти потому, что после раскола титул вновь был присвоен, на этот раз парламентом.
К концу 1520-х годов Генрих решил, что его брак с Екатериной должен быть аннулирован. Все рождавшиеся сыновья умирали в младенчестве, а Генрих хотел иметь сына для продолжения династии Тюдоров. Единственным выжившим ребёнком Екатерины была принцесса Мария. Генрих объявил, что наследник мужского пола не рождался, потому что брак был «омрачён в глазах Бога». Екатерина была женой его покойного брата Артура, и следовательно женитьба на ней Генриха противоречила библейским учениям (Лев. 20:21); на эту свадьбу потребовалось специальное разрешение от папы Юлия II. Генрих утверждал, что оно было ошибочным и поэтому брак никогда не был законным. В 1527 году Генрих попросил Климента VII аннулировать брак, но папа отказался. По каноническому праву папа не может аннулировать брак, препятствия к которому были ранее устранены предыдущим папским разрешением. Папа Климент также боялся гнева племянника Екатерины императора Священной Римской империи Карла V, чьи войска в мае того же года разграбили Рим и некоторое время держали папу в плену.

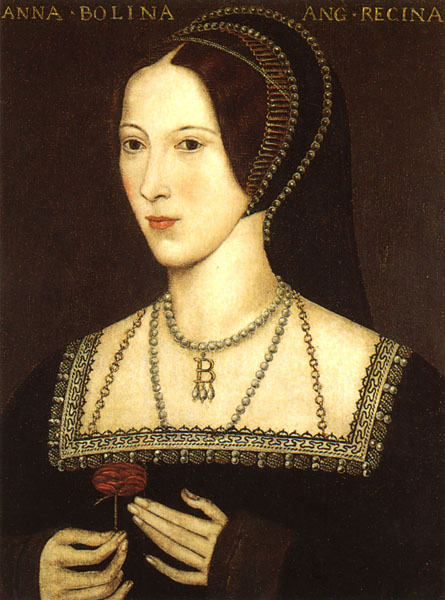
Анна Болейн, вторая жена Генриха VIII

Среди фрейлин жены Генриха находилась привлекательная и харизматичная Анна Болейн, которая прибыла к английскому двору в 1522 году. Сочетание этих обстоятельств и его увлечение Анной Болейн подогрело его желание избавиться от тогдашней королевы. В 1529 году канцлер Томас Уолси был обвинён в посягательстве на власть короля и его правительства (признание власти папы выше власти Короны) и умер в ноябре 1530 года по пути в Лондон, куда он ехал для ответа на обвинения в государственной измене.
В 1529 король собрал Парламент для решения вопроса об аннулировании, в котором встретились те, кто хотели реформ, но были не согласны друг с другом по поводу того, что и как именно должно измениться. Там были недовольные привилегией церкви призывать мирян к своим судам; были те, на кого повлияли идеи Лютера, и кто враждебно относился к Риму; Томас Кромвель принадлежал к обеим группам. Канцлер Генриха Томас Мор, сменивший Уолси, также хотел реформ: он хотел новых законов против ереси.

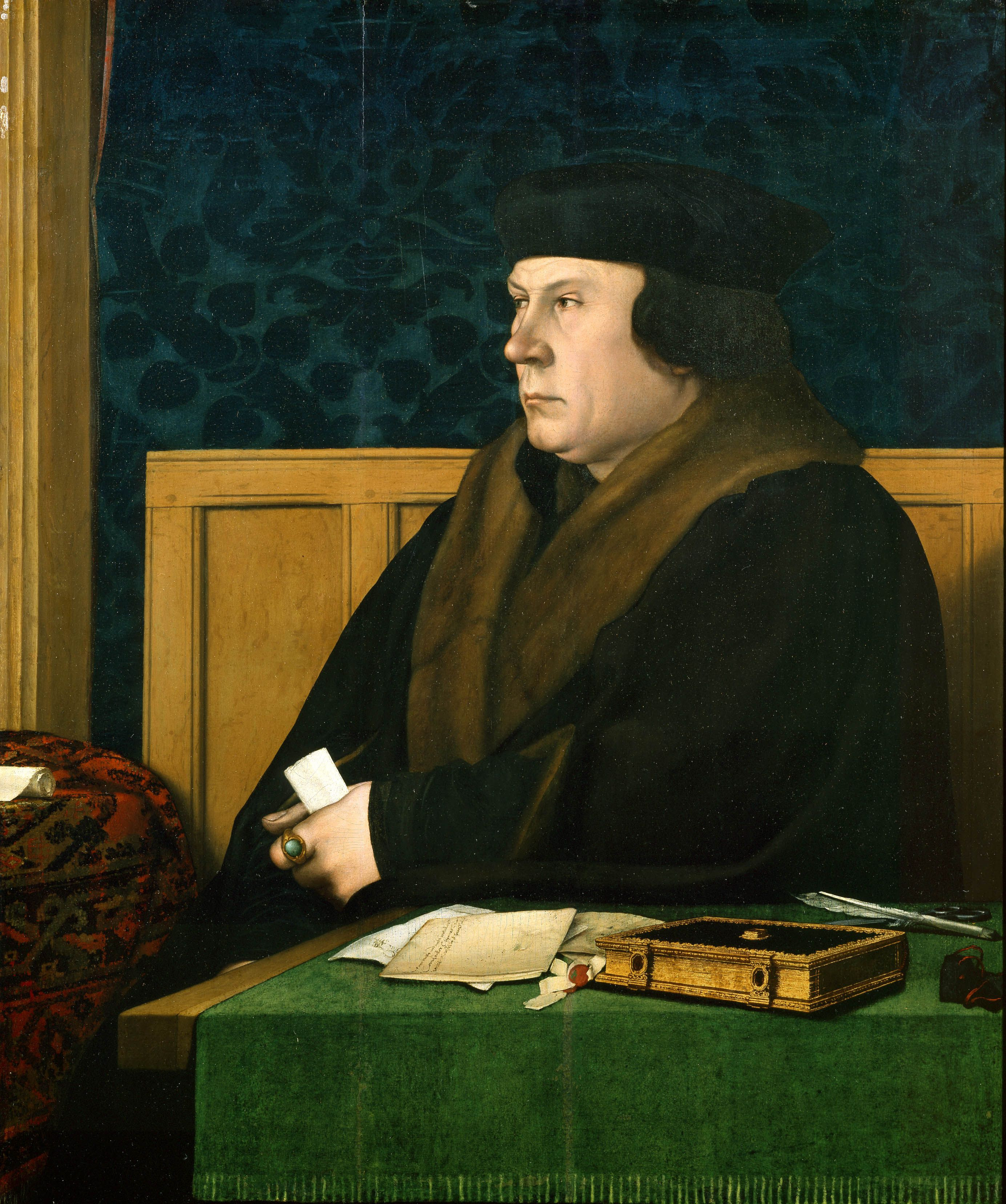
Томас Кромвель, 1-й граф Эссекс (ок. 1485—1540), первый советник Генриха VIII в 1532-40 годах

Кромвель был адвокатом и членом парламента — протестантом, который понимал, как парламент можно использовать для усиления королевской власти, чего хотел Генрих, и для распространения протестантских верований и практик, чего хотели Кромвель и его друзья. Одним из его ближайших друзей был Томас Кранмер, будущий архиепископ.
По вопросу отмены не казались возможными какие-либо продвижения. Папа боялся Карла V больше, чем Генриха. Анна и Кромвель и их союзники хотели просто игнорировать папу, но в октябре 1520 года собрание духовенства и юристов сообщило, что парламент не может уполномочить архиепископа действовать против запрета папы. Тогда Генрих решил запугать священников.
Генрих VIII, чтобы добиться согласия на аннулирование брака, окончательно решил обвинить всё английское духовенство в посягательстве на королевскую власть. Принятый в 1392 году закон, запрещавший подчиняться власти Папы или других иностранных правителей, ранее использовался на судебных разбирательствах против отдельных лиц. Теперь Генрих, сначала обвинивший сторонников Екатерины, епископов Джона Фишера, Николаса Уеста и Генри Стэндиша и архидьякона Эксетера Адама Трэверса, решил действовать против всего духовенства. Генрих потребовал от церкви заплатить £100 000 за прощение. Духовенство хотело платить частями в течение пяти лет. Генрих отказал. Церковное собрание ответило тем, что отказалось платить вообще, и потребовало от Генриха предоставить определённые гарантии, прежде чем они дадут ему деньги. Генрих отказался выполнять эти условия.

## Начало Реформации в Англии

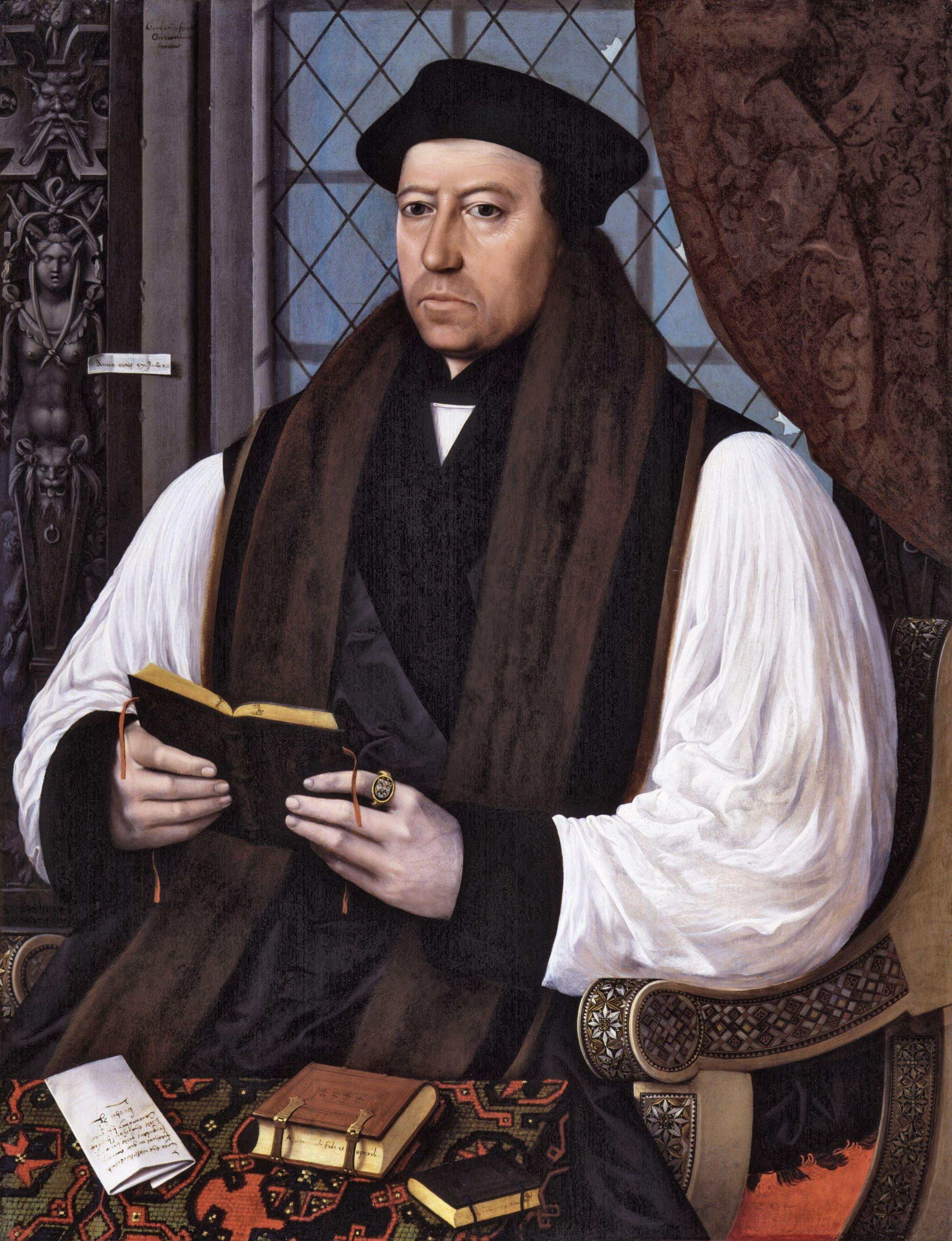
Томас Кранмер

В 1532 году Архиепископом Кентерберийским был выбран Томас Кранмер, ставленник Генриха, явный сторонник протестантизма. Кранмер в церковном суде расторг брак Генриха и король вступил в следующий брак с Анной Болейн (через 4 года король обвинит жену в измене и прикажет отсечь ей голову). В 1534 году парламент принял «Акт о супрематии», который гласил, что король является «верховным главой Английской Церкви». Более Папа в Англии не пользовался никакой властью. Когда Джон Фишер и Томас Мор отказались признать эти решения, они были казнены.
Следующим этапом стала Тюдоровская секуляризация. Было закрыто в общей сложности 376 монастырей, а их земли Генрих или оставил себе, или раздал, или продал «новому дворянству», которое поддерживало короля; на секвестрированных землях были проведены огораживания. Однако догматически Английская Церковь оставалась близка к Католической. Но Библия теперь стала доступна в Англии на родном языке (Библия Тиндейла).
После смерти Генриха на трон взошёл его сын Эдуард VI, которому было лишь девять лет. Регентом при нём стал герцог Сомерсет, имевший явную склонность к протестантизму. В 1547 году началось причащение прихожан «под обоими видами». В 1549 году священникам разрешили вступать в брак. В 1549 году была введена Книга общих молитв, содержавшая тексты исключительно на английском языке. Эта книга с небольшими изменениями используется в Церкви Англии до сих пор. В богослужении особое внимание уделялось чтению Библии.
Кранмер также участвовал в создании вероисповедального текста, используя советы таких богословов как Джон Нокс. В результате получились «42 статьи», ставшие с 1553 года с королевского согласия официальным документом в Церкви Англии. Статьи были кальвинистскими во взглядах на предопределение и причастие. Вскоре после утверждения этого акта Эдуард VI умер, а в следующее царствование в стране началась католическая реакция.

## Попытка Контрреформации

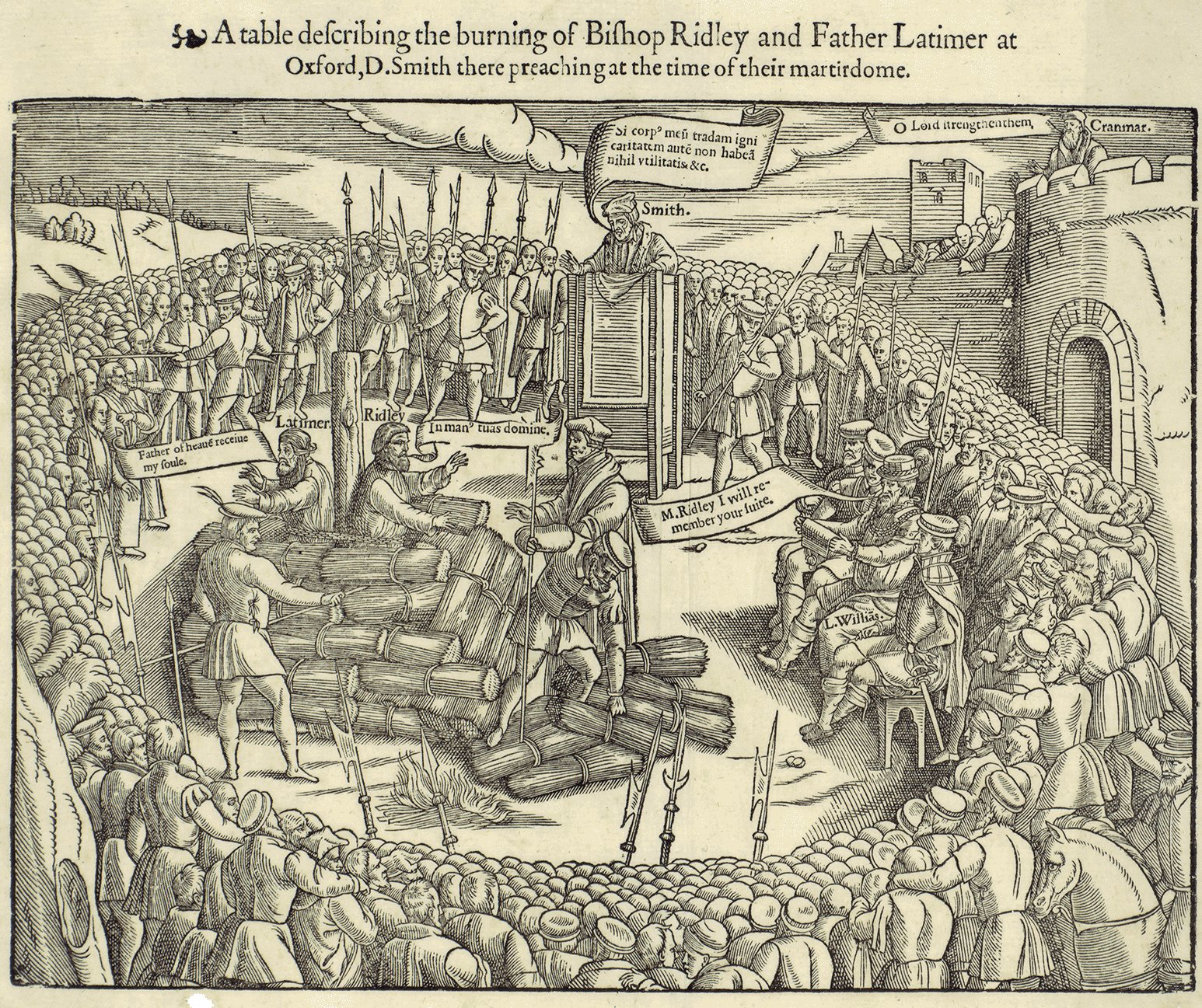
Сожжение Латимера и Ридли, иллюстрация из книги Джона Фокса Actes and Monuments 1563 года

В 1553 году на трон взошла католичка Мария Тюдор, дочь Катарины Арагонской. Этот период известен попытками восстановить католицизм в Англии. В это время более 800 представителей английского духовенства были вынуждены бежать, а 300 человек были казнены, в том числе архиепископ Томас Кранмер и Хью Латимер. Во время казни последний сказал своему товарищу по несчастью Николасу Ридли: «Ободрись, Ридли, и будь мужчиной. Ибо в этот день, по благодати Божией, костер зажжёт свечу в Англии, которая, я верю, никогда не будет потушена.».

## Возобновление Реформации
Однако правление Кровавой Мэри было недолгим. После её смерти королевой стала Елизавета I, которой для подтверждения своего статуса было необходимо признание реформационных изменений своего отца. Елизавета несколько изменила свой титул на «единственного верховного правителя», что предполагало, что хоть она является административным главой Церкви, однако решение догматических вопросов находится в ведении клира. Были пересмотрены «42 статьи», из которых, после исключения трёх, осталось «39 статей». От всех пасторов потребовали подписаться под этим документом. С 1571 года и до сих пор используются в Церкви Англии.
Дальнейшая Реформация привела к расколу протестантов на англикан (сторонников епископального устройства) и пуритан (противников епископального устройства). Раскол был осложнен политическим противостоянием монархистов (поскольку епископ подчинялся королю) и республиканцев, выразившийся в Английской Революции. В 1580 году пуритане раскололись на пресвитериан и конгрегационалистов. Преследования англикан вызвали переселение пуритан в Северную Америку. Среди пуритан под влиянием реэмигрантов с континента (где они ознакомились с меннонитами) появились баптисты и квакеры. Вплоть до XVII века католики не теряли надежды на реванш (пороховой заговор, якобиты).